# Mémorial national australien de Villers-Bretonneux
Pour un article plus général, voir Sites funéraires et mémoriels de la Première Guerre mondiale (Front Ouest).
Lieu de mémoire majeur de la Grande Guerre, le mémorial national australien de Villers-Bretonneux est dédié à tous les morts australiens sur le front occidental lors de la Première Guerre mondiale. Il est situé sur le territoire de la commune de Villers-Bretonneux, dans le département de la Somme en France, à mi-chemin entre Villers-Bretonneux et Fouilloy.

## Mémorial national australien
Le mémorial porte les noms des 10 773 soldats de la Force impériale australienne sans tombe connue qui ont été tués entre 1916, année où les forces australiennes sont arrivées en France et en Belgique, et la fin de la guerre. 

### Histoire du monument
L'emplacement a été choisi pour commémorer le rôle joué par les soldats australiens dans la Bataille d'Amiens (1918).
Conçu par Sir Edwin Lutyens, le mémorial se compose d'une tour au sein du cimetière militaire de Villers-Bretonneux, qui comprend également une croix du Sacrifice. La tour est entourée par des murs et des panneaux sur lesquels les noms des morts sont répertoriés. L'inscription principale, en français et en anglais, est placée de chaque côté de l'entrée de la tour.
Le site pour le monument avait été choisi par le général Sir Talbot Hobbs, commandant des forces australiennes qui avaient participé à la bataille. Un concours a été organisé en 1925 pour choisir le projet pour le mémorial. Le concours a été remporté par l'architecte australien William Lucas, mais tant Hobbs que le chef de la commission impériale des tombes, Sir Fabian Ware, n'aimaient pas ce projet. Lutyens a été contacté après que les difficultés économiques eurent conduit à l'abandon du projet initial de monument. Hobbs, qui était lui-même architecte, a contribué à sa conception, mais il est décédé d'une crise cardiaque en mer alors qu'il voyageait pour aller à son inauguration.
Le mémorial a été inauguré le 22 juillet 1938 par le roi George VI et son discours a été retransmis directement en Australie. Parmi les autres dignitaires présents figuraient le président français Albert Lebrun, qui a également prononcé un discours, et le vice-Premier ministre australien Earle Page. Le roi était accompagné par son épouse Elizabeth Bowes-Lyon, dont le frère a été tué à la bataille de Loos. Ce mémorial a été le dernier des grands monuments aux disparus de la Première Guerre mondiale à être construit, et la Seconde Guerre mondiale a éclaté un peu plus d'un an après son inauguration. Il est maintenant le site d'un service annuel pour la journée de l'ANZAC organisée par le gouvernement australien.
Lors de la cérémonie d'inauguration, le roi a terminé son discours par ces mots :

« Ils reposent en paix, tandis que tous les monuments aux morts d'Australie veillent sur eux et les gardent. »

Le mémorial national australien de Villers-Bretonneux, en totalité (mémorial et cimetière militaire) est protégé au titre des monuments historiques : inscription par arrêté du 28 mars 2017

### Le monument

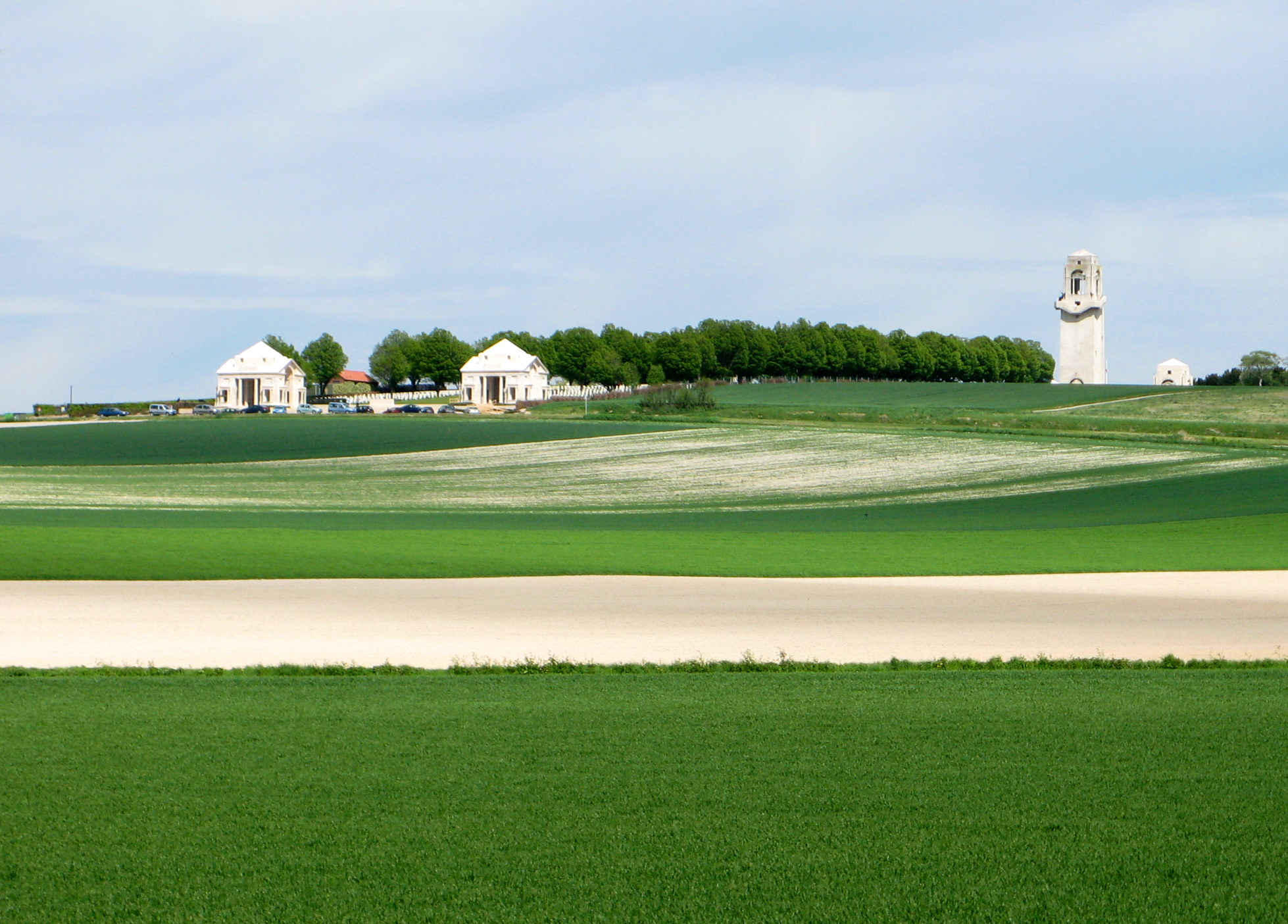
Vue d'ensemble du mémorial australien, entre Fouilloy et Villers-Bretonneux.
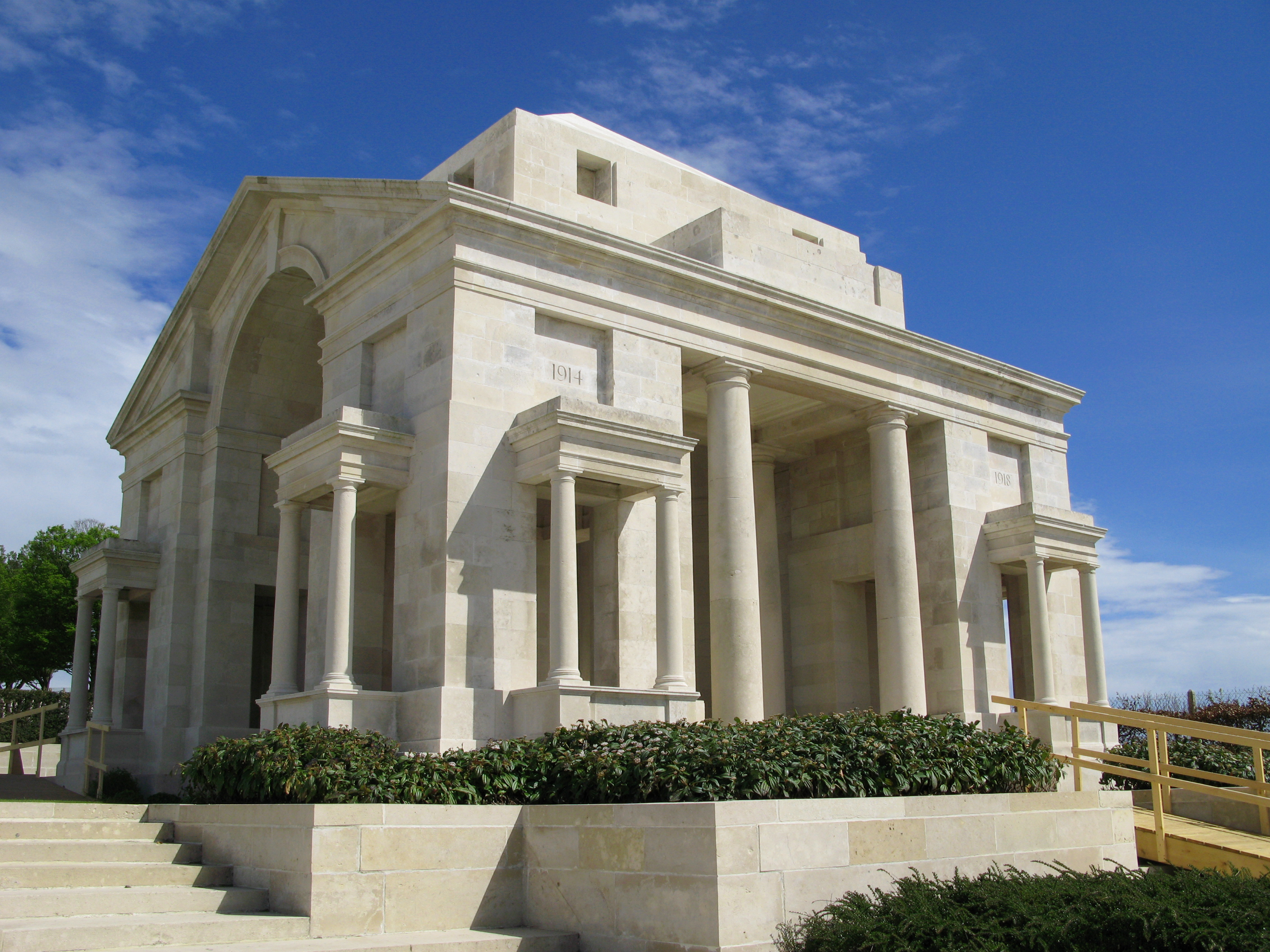
Pavillon de droite (côté sud) à l'entrée du cimetière militaire.
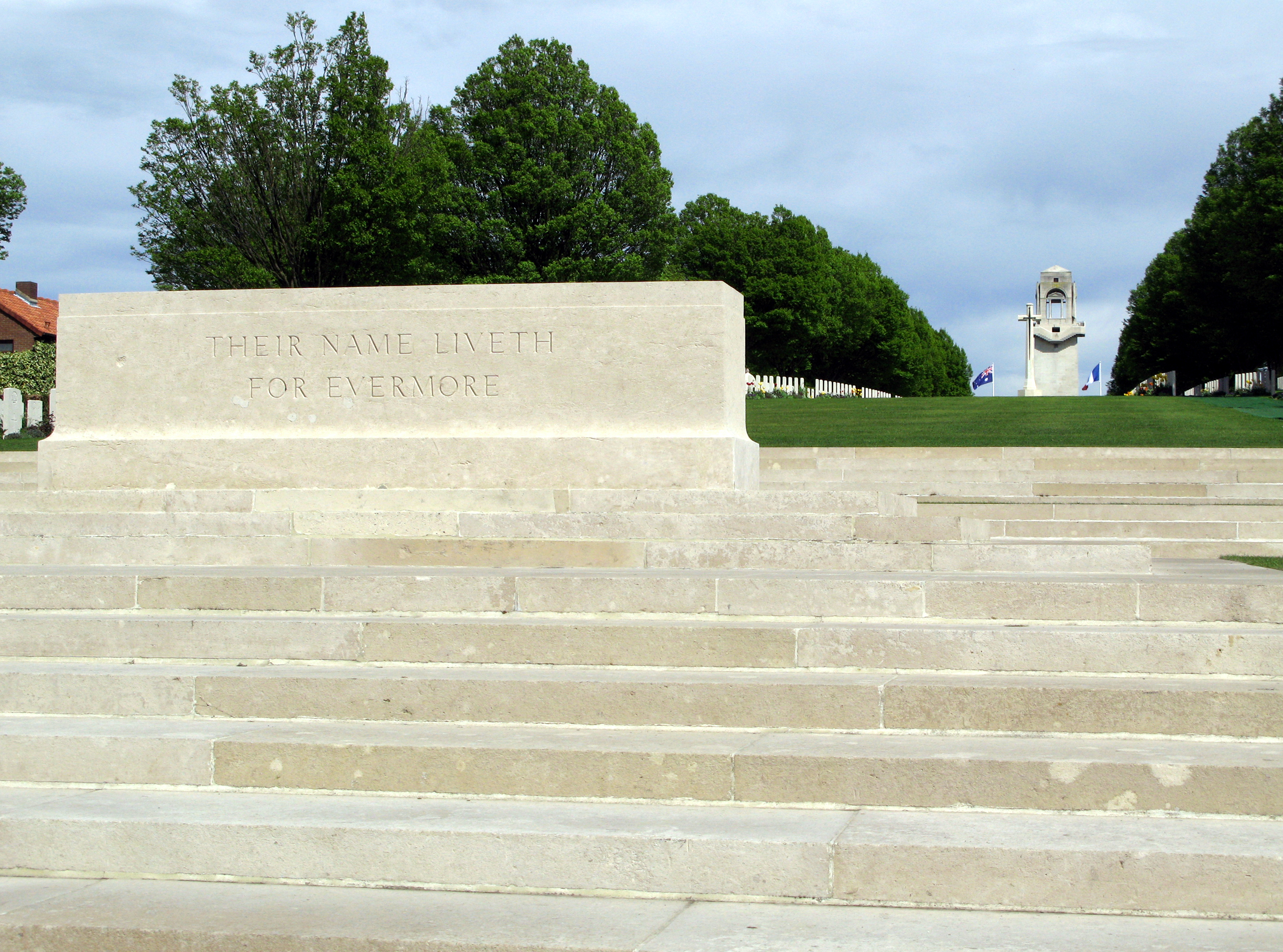
L'escalier est prolongé par une large allée bordée de part et d'autre par des alignements de stèles blanches.

Le mémorial national australien est situé dans un parc de 5,75 ha. Il se dresse au-delà du cimetière militaire et de la croix du Sacrifice. La tour domine les environs, de part et d'autre de la tour, sur les murs sont gravés les noms des soldats morts sans sépultures. Ces murs relient deux pavillons de pierre blanche. Les angles de ces deux pavillons et ceux du sommet de la tour sont décorés de drapeaux en pierre. À l'intérieur de celle-ci un escalier conduit au sommet. Sur une plate-forme du sommet ornée de colonnes, une table d'orientation permet de ce repérer dans le panorama des environs. 
Le mémorial et la croix du cimetière portent encore des traces d'impacts, subis lors des combats de la Seconde Guerre mondiale.

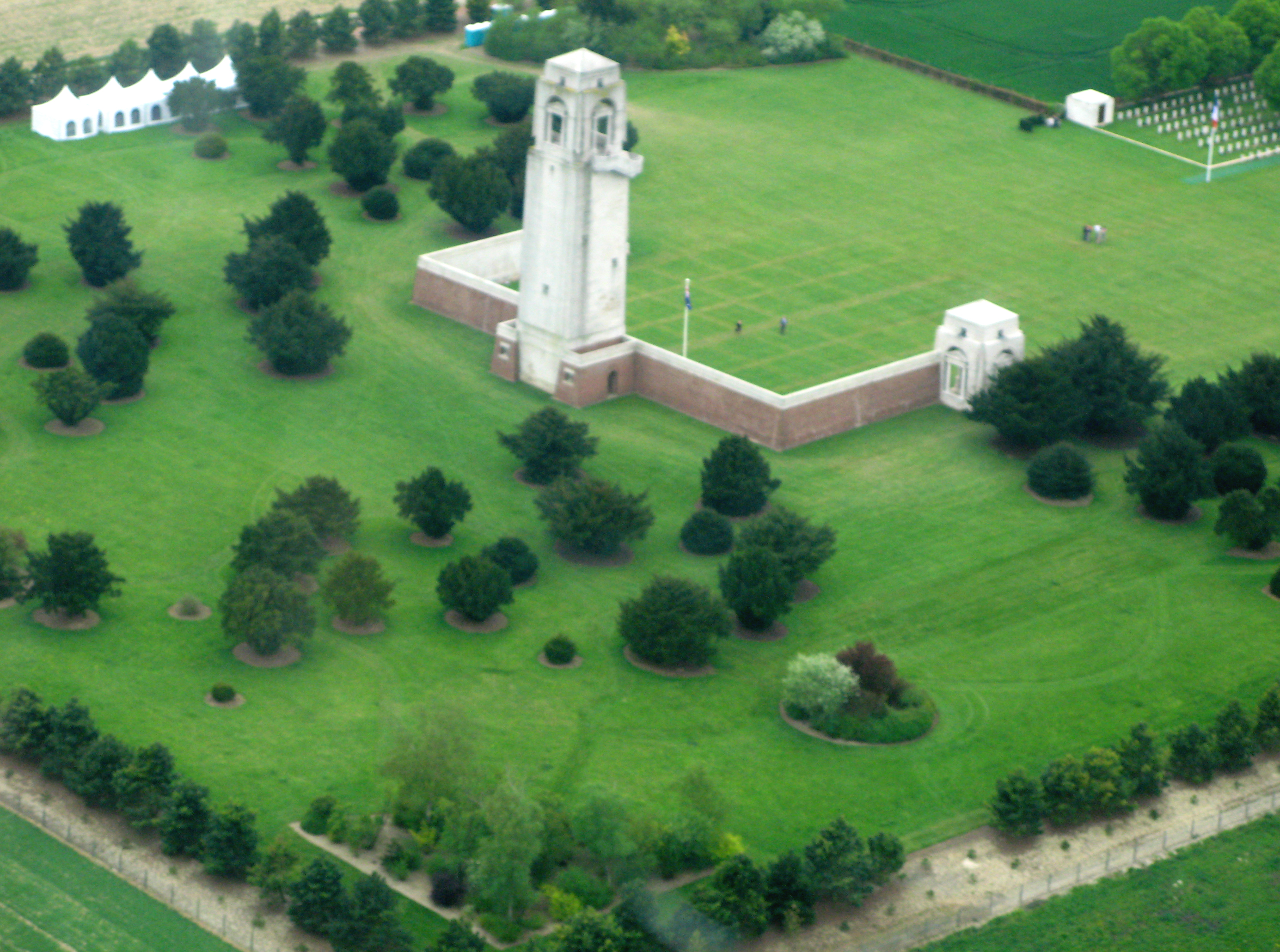
L'édifice vu d'avion (de trois-quarts arrière, depuis le nord-est).
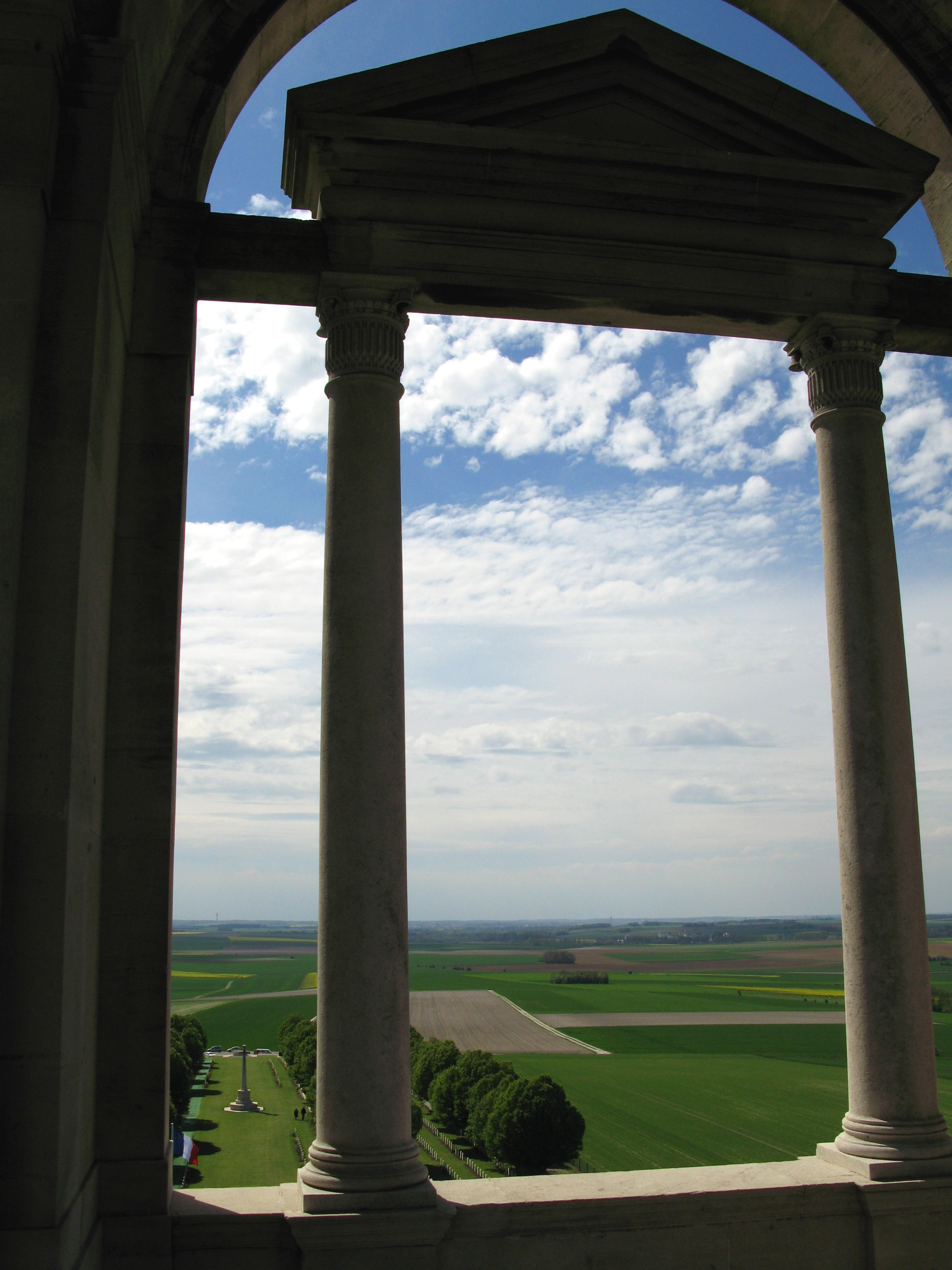
Panorama vers l'est depuis le sommet de la tour.
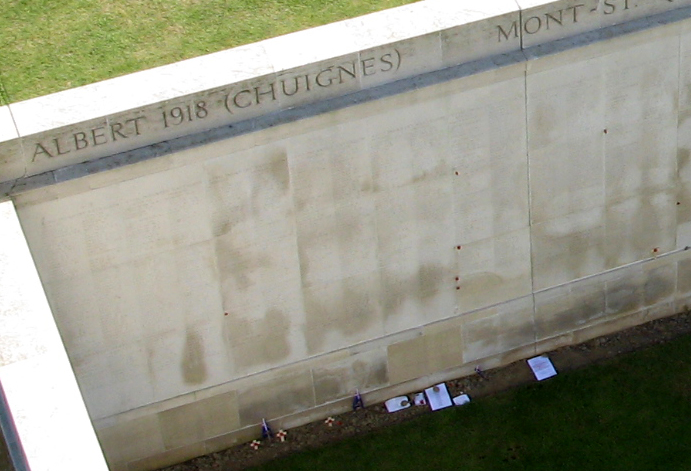
Des coquelicots de papier sont fixés au mur, des fleurs et des plaques sont déposées à sa base (vue du haut de la tour).

### Le cimetière militaire britannique
Il précède le mémorial et contient 2 143 tombes dont celles de 1 089 Britanniques, 267 Canadiens, 779 Australiens, 4 Néo-Zélandais et 4 Sud-Africains. Il a été érigé après l'armistice, entre 1920 et 1925, en rassemblant les tombes isolées ou provenant d'autres petits cimetières proches.

### ANZACDay
Le 25 avril de chaque année, le mémorial national australien est le lieu principal des cérémonies commémoratives de la Journée de l'ANZAC (Journée de l’« Australian and New Zealand Army Corps »). Des personnalités officielles australiennes et néo-zélandaises font alors le déplacement, ainsi que des membres des familles des soldats tués ou disparus lors de la Première Guerre mondiale. Ceux-ci témoignent de leur visite en fixant un coquelicot de papier ou de tissu sur la tombe ou à défaut au pied du mémorial, à côté du nom gravé. Les Australiens sont de plus en plus nombreux à venir aux cérémonies de l’ANZAC Day (environ 5 000 personnes)[réf. nécessaire].

## Le musée franco-australien
Créé en 1975 par l'association franco-australienne de Villers-Bretonneux, le musée est indépendant du mémorial. Il est situé dans la ville de Villers-Bretonneux, au premier étage de l'école Victoria. Le musée expose de nombreux documents sur la participation de l'Australie à la Grande Guerre. Il est complété par un centre de documentation et une salle audiovisuelle.

## Le centre Sir John Monash
Le centre Sir John Monash, un centre d'interprétation derrière le mémorial national australien de Villers - Bretonneux, inauguré en avril 2018. Ce monument enterré, aurait couté 100 millions de dollars, au premier ministre australien Malcolm Turnbull, et a pris le nom du major général australien de la Première Guerre mondiale John Monash.